# Cornelius Schwalm
Cornelius Schwalm (* 1967) ist ein deutscher Schauspieler und Hörspielsprecher. Seit 2018 tritt er auch als Regisseur, Drehbuchautor und Produzent in Erscheinung.

## Leben
Von 1986 bis 1990 durchlief Schwalm an der Hochschule für Musik und Theater Hamburg seine Schauspielausbildung.
In den Jahren 2005 bis 2010 war er fest am Schauspielhaus Bochum engagiert.
Danach gastierte er u. a. am Schauspiel Frankfurt, am Staatstheater Hannover und am Maxim Gorki Theater.
Mit der Berliner Theatergruppe „MariaKron“, bei der er auch Regie führt, gewann er mit der Inszenierung Mongoflipper 2016 den Hauptpreis der Jury und den Studentenpreis bei den Heidelberger Theatertagen.
Er spielte in 50 Film- und Fernsehproduktionen, wie z. B. Tom Tykwers Drei, Rudolf Thomes Pink und Chris Kraus’ Die Blumen von gestern mit.
Sein erster Spielfilm als Regisseur, Hotel Auschwitz von 2018, gewann beim Independent Filmfest Lincoln den „Most Challenging Film“- Preis.
Von Mai bis Juli 2023 wurde sein zweiter Kinofilm, der noch unter dem Arbeitstitel Pascals Reise ins Glück produziert wird, inszeniert. Die Dreharbeiten fanden auf Usedom, in Berlin und in der Uckermark statt. Am 1. Juli 2025 wird der Film auf dem Filmfest München unter dem offiziellen Titel Bernd – Operation Germanenkind und in Anwesenheit der Crew uraufgeführt.

## Filmografie (Auswahl)
Schauspieler
- 1998: Wettlauf mit dem Tod – Das Geiseldrama von Gladbeck (Fernsehfilm)
- 2002: Storno
- 2006: Rauchzeichen
- 2006: Das Sichtbare und das Unsichtbare
- 2007: Pink
- 2009: Drei
- 2010: Das rote Zimmer
- 2011: Ameisen gehen andere Wege
- 2011: Hänsel und Gretel: Hexenjäger (Hansel & Gretel: Witch Hunters)
- 2013: Rico, Oskar und die Tieferschatten
- 2014: Amour Fou
- 2014: 24/7
- 2014: Die Lügen der Sieger
- 2015: Wanja
- 2015: Aus der Haut
- 2016: Zwei Leben. Eine Hoffnung (Fernsehfilm)
- 2016: Die Blumen von gestern
- 2016: Beat Beat Heart
- 2018: Ballon
- 2018: Tatort: Damian (Fernsehreihe)
- 2019: 9 Tage wach
- 2021: Die Schule der magischen Tiere
- 2022: Zeitpunkt X (Kurzfilm)
- 2023: Wolfsland: Das schwarze Herz (Fernsehreihe)
- 2025: SOKO Leipzig: Schwarz ist alle Farben (Fernsehserie)

Regie (Film)
- 2018: Hotel Auschwitz
- 2025: Bernd – Operation Germanenkind

## Hörspiele (Auswahl)
- 1987: Wolfgang Sieg: Dr. Landauer (Dr. Sanden) – Regie: Rolf Nagel (Original-Hörspiel, Mundarthörspiel – NDR/RB)
- 2004: Bernadette La Hengst, Till Müller-Klug: Die Liebespopulistin – Komposition und Realisation: Bernadette La Hengst, Till Müller-Klug (Hörspielbearbeitung – WDR)
- 2008: Till Müller-Klug, Bernadette Hengst: Der innere Innenminister (Fritz) – Realisation: Till Müller-Klug, Bernadette La Hengst (Originalhörspiel – WDR)
- 2016: Kathrin Röggla: Normalverdiener (Sven) – Regie: Leopold von Verschuer (Hörspielbearbeitung – BR)
  - Auszeichnung: Hörspiel des Monats Juli 2016
- 2020: Mariette Navarro: Ausbreitungszone (Der Beobachtende) – Übersetzung und Regie: Leopold von Verschuer (Hörspielbearbeitung – Deutschlandradio)

Quelle: ARD-Hörspieldatenbank

## Auszeichnungen
- 2013: Bester Schauspieler für 24/7, Fetisch Film Festival
- 2019: Most Challenging Film für Hotel Auschwitz Independent Filmfest Lincoln
- 2019: Auszeichnung für die „Beste Komödie“ für Hotel Auschwitz beim Austria Independent Filmfestival in Wien